# Pınar Deniz
Pınar Deniz (Adana, 4 novembre 1993) è un'attrice turca, nota per aver interpretato il ruolo di Yıldız nella serie Vatanım Sensin e per quello di Ceylin Erguvan nella serie Segreti di famiglia (Yargı).

## Biografia
Nata nel 1993 ad Adana (Turchia) da una famiglia di origine araba proveniente dal Libano, Pınar Deniz è la terza figlia di una famiglia di cinque figli e dall'età di due anni è cresciuta a Tarabya, in provincia di Istanbul. Ha dichiarato che non sapeva parlare il turco fino alla scuola elementare e sapeva parlare solo arabo. In seguito ha dichiarato che per questo motivo aveva paura e imbarazzo a parlare arabo per non essere esclusa dai suoi amici. Dopo aver completato l'istruzione primaria e secondaria, ha deciso di iscriversi presso il dipartimento di pubbliche relazioni e pubblicità dell'Università di Istanbul, dove al termine degli studi ha conseguito la laurea.
Nel 2014 ha fatto la sua prima apparizione come attrice con il ruolo di Evrim nella serie Sil Baştan. Nel 2015 ha recitato nelle serie Beyaz Yalan, nel ruolo di Berrak e in Günebakan, nel ruolo di Sinem. Dal 2016 al 2018 è entrata a far parte de cast della serie Vatanım Sensin, nel ruolo di Yıldız.
Nel 2017 ha ricoperto il ruolo di Didem nel film Kardeşim Benim 2 diretto da Mert Baykal. L'anno successivo, nel 2018, ha interpretato il ruolo di Gökçe Yücel nella serie Bir Deli Rüzgar. Nel 2020 ha preso parte al cast della serie Menajerimi Ara. Nello stesso anno ha ricoperto il ruolo di Ceren nel film İnsanlar İkiye Ayrılır diretto da Tunç Şahin. Nel 2020 e nel 2021 è entrata a far parte del cast della serie di Netflix Love 101 (Aşk 101), nel ruolo di Burcu Diştaş.
Nel 2021 ha interpretato il ruolo di Yagmur nella miniserie di BluTV Bunu Bi' Düsünün e quello di Nazlı Gündoğan nella serie in onda su TV8 Kırmızı Oda. Dal 2021 al 2024 è stata scelta per interpretare il ruolo dell'avvocatessa Ceylin Erguvan nella serie Segreti di famiglia (Yargı), accanto all'attore Kaan Urgancıoğlu. Nel 2022 ha interpretato il ruolo di Lidya / Banu nel film di Netflix L'apocalisse dell'amore (Aşkın Kıyameti) diretto da Hilal Saral, seguito nel 2023 da quello di Sultan nel film Karanlık Gece diretto da Özcan Alper. Nello stesso anno ha vestito i panni di Yasemin Derin nella serie di Disney+ L'attrice (Aktris).

## Vita privata
Nel 2015 ha intrapreso una relazione con il collega Kaan Turgut. Nel 2017 la coppia ha annunciato che si sarebbero sposati, ma si è lasciata nel novembre dello stesso anno.
Nel febbraio 2022, dopo alcuni anni di frequentazione, ha annunciato la fine della sua relazione con il collega Yiğit Kirazcı.
Dall'estate 2022 è legata sentimentalmente al collega Kaan Yıldırım, con il quale è convolata a nozze a Roma, in Italia il 17 settembre 2024.

## Filmografia

### Cinema
- Kardeşim Benim 2, regia di Mert Baykal (2017)
- İnsanlar İkiye Ayrılır, regia di Tunç Şahin (2020)
- L'apocalisse dell'amore (Aşkın Kıyameti), regia di Hilal Saral (2022)
- Karanlık Gece, regia di Özcan Alper (2023)

### Televisione
- Sil Baştan – serie TV, 9 episodi (Star TV, 2014)
- Beyaz Yalan – serie TV, 6 episodi (Show TV, 2015)
- Günebakan – serie TV, 5 episodi (ATV, 2015)
- Vatanım Sensin – serie TV, 59 episodi (Kanal D, 2016-2018)
- Bir Deli Rüzgar – serie TV, 6 episodi (Fox, 2018)
- Menajerimi Ara – serie TV, 1 episodio (Star TV, 2020)
- Love 101 (Aşk 101) – serie TV, 16 episodi (Netflix, 2020-2021)
- Kırmızı Oda – serie TV, 7 episodi (TV8, 2021)
- Bunu Bi' Düsünün – miniserie TV, 1 episodio (BluTV, 2021)
- Segreti di famiglia (Yargı) – serie TV, 95 episodi (Kanal D, 2021-2024)
- L'attrice (Aktris) – serie TV, 8 episodi (Disney+, 2023)

## Spot pubblicitari
- Tadelle (2021)
- Dyson (2022)
- L'Oréal Paris (dal 2022)
- NetWork (dal 2022)

## Doppiatrici italiane
Nelle versioni in italiano dei suoi film e delle sue serie TV, Pınar Deniz è stata doppiata da:
- Eleonora Reti[39] in Segreti di famiglia[40]

## Riconoscimenti
- ELLE Style Awards
  - 2022: Vincitrice come Attrice elegante dell'anno
- International Izmir Film Festival
  - 2022: Vincitrice come Miglior attrice in un film per İnsanlar İkiye Ayrılır
- Pantene Golden Butterfly Awards
  - 2022: Vincitrice come Miglior attrice per la serie Segreti di famiglia (Yargı)
  - 2022: Candidata come Miglior coppia televisiva con Kaan Urgancıoğlu per la serie Segreti di famiglia (Yargı)
  - 2023: Vincitrice come Miglior attrice per la serie Segreti di famiglia (Yargı)
  - 2023: Candidata come Miglior coppia televisiva con Kaan Urgancıoğlu per la serie Segreti di famiglia (Yargı)
- PRODU Awards
  - 2023: Vincitrice come Miglior attrice in una serie straniera per la serie Segreti di famiglia (Yargı)
- Turkey Youth Awards
  - 2023: Candidata come Miglior attrice televisiva per la serie Segreti di famiglia (Yargı)
  - 2023: Candidata come Miglior coppia televisiva con Kaan Urgancıoğlu per la serie Segreti di famiglia (Yargı)

- Turkish Film Critics Association (SIYAD) Awards
  - 2021: Candidata come Miglior attrice non protagonista per il film İnsanlar İkiye Ayrılır